# Доллар Фиджи
До́ллар Фи́джи (знак: FJ$; код: FJD) — национальная валюта Фиджи. Делится на 100 центов.

## История
В период между 1867 и 1873 годами на Фиджи были выпущены первые бумажные деньги в долларах и центах. Один доллар был эквивалентен серебряному доллару США. Впоследствии доллар был заменён британским фунтом, а сами Фиджи стали британской колонией.
Повторно доллар был введён в обращение в 1969 году, заменив фиджийский фунт в пропорции 1 фунт = 2 доллара, или 10 шиллингов = 1 доллар Фиджи. При этом до 2012 года на банкнотах и монетах находился портрет Елизаветы II, так как, несмотря на то, что с 1987 года Фиджи является республикой, с 1874 по 2012 год за британскими монархами на Фиджи признавался титул верховного вождя (официально, впрочем, ни одним британским монархом не принятый).

## Монеты
В 1969 году в обращение были выпущены монеты достоинством в 1, 2, 5, 10 и 20 центов, а в 1975 году — 50 центов. Монеты были того же размера и состава, что и австралийские монеты. В 1990 году состав монет был изменён: монеты в 1 и 2 цента стали делаться из меди и плакированной стали, монеты в 5, 10, 20 и 50 центов — из никеля и плакированной стали. В 1995 году в оборот была введена монета достоинством в 1 доллар, сделанная из латуни. Монеты в 1 и 2 цента больше не выпускаются.

## Банкноты

### Первые доллары
Первая банкнота достоинством в один доллар была выпущена на Фиджи в 1867 году. Между 1871 и 1873 годами последовали банкноты в 1, 5, 10, 25 и 50 долларов. В эти же годы король Какобау выпустил купюры достоинством в 12½, 25, 50, 100 центов и 5 долларов.

### Последующие доллары
В 1969 году правительство Фиджи выпустило банкноты достоинством в 50 центов, 1, 2, 5, 10 и 20 долларов. К 1980 году выпуском купюр стал заниматься Центральный финансовый орган (англ. Central Monetary Authority), а в 1987 году — Резервный банк Фиджи. В 1995 году банкнота в 1 доллар была заменена монетой. В этом же году в обращение была введена банкнота в 50 долларов.
10 апреля 2007 года была выпущена новая серия банкнот, в том числе введена банкнота достоинством в 100 долларов. Разработки дизайна были начаты ещё в 2002 году. Все купюры были отпечатаны британской компанией «De La Rue Currency & Security Print Company».
Отличительной чертой новой серии стала разная длина банкнот: самой длинной является банкнота в 100 долларов, а все последующие на 5 мм короче. Также были введены новые средства защиты. На купюре в 10 долларов имеется изображение звезды из фольги, в 20 долларов — голограмма в виде веера, в 50 долларов — голограмма в виде черепахи (на голограммах последних двух банкнот имеется надпись «RBF» и изображение тагага, или мачты, являющейся логотипом банка), в 100 долларов — защитная полоса OPTIKS™ с изображением тагага. На всех купюрах, кроме 100 долларов, имеется защитная полоса шириной в 3 мм, на которой изображены тагага и «RBF». Логотип Резервного банка, расположенный на реверсе всех банкнот, под действием ультрафиолета начинает светиться разными цветами. На аверсе также имеется скрытый текст «FIJI».
В 2012 году вышла новая серия банкнот. Вместо выпускавшейся ранее купюры в 2 доллара начат выпуск монеты этого номинала. Банкнота в 5 долларов стала полимерной. Портрет Елизаветы II заменён на изображения дикой природы. Реверс банкнот практически не изменился.
В 2017 году была выпущена серия памятных банкнот достоинством в 7 долларов, приуроченных к победе национальной сборной по регби-7 на Олимпиаде в Рио-де-Жанейро.
|                                                      | 2   | 131×67 | зелёный    | портрет Елизаветы II, герб Фиджи, медальон (фидж. mohar)                   | дети на фоне Национального стадиона и горы Коробасабасага     | 2007 2011 |
| Архивная копия от 20 февраля 2020 на Wayback Machine | 5   | 136×67 | коричневый | портрет Елизаветы II, герб Фиджи, корзинка для соли (фидж. kato ni masima) | пятнистобрюхая фиджийская игуана, балака, Degeneria vitiensis | 2007 2011 |
|                                                      | 10  | 141×67 | фиолетовый | портрет Елизаветы II, герб Фиджи, блюдо (фидж. i buburau ni bete)          | Большой тихоокеанский отель, Joske's Thumb                    | 2007 2011 |
| Архивная копия от 7 июня 2016 на Wayback Machine     | 20  | 146×67 | синий      | портрет Елизаветы II, герб Фиджи, скребок для кокосов (фидж. foa)          | сцены рубки леса и шахтных работ, гора Улуинабукелеву         | 2007      |
| Архивная копия от 7 июня 2016 на Wayback Machine     | 50  | 151×67 | оранжевый  | портрет Елизаветы II, герб Фиджи, ожерелье (фидж. wasekaseka)              | сцены местных ритуалов: табуа и ягона                         | 2007      |
|                                                      | 100 | 156×67 | жёлтый     | портрет Елизаветы II, герб Фиджи, ожерелье (фидж. buli kula)               | карта Фиджи, основные виды туризма на островах                | 2007      |